# Těšetice (district d'Olomouc)
Pour les articles homonymes, voir Těšetice.
Těšetice (en allemand : Kozlau) est une commune du district et de la région d'Olomouc, en République tchèque. Sa population s'élevait à 1 333 habitants en 2023.

## Géographie
Těšetice se trouve à 9 km à l'ouest du centre d'Olomouc, à 87 km à l'ouest-sud-ouest d'Ostrava et à 201 km à l'est-sud-est de Prague.
La commune est limitée par Senice na Hané, Příkazy et Skrbeň au nord, par Křelov-Břuchotín au nord-est, par Ústín à l'est et au sud, par Luběnice et Slatinice au sud, par Drahanovice à l'ouest et par Loučany à l'ouest et au nord.

## Histoire
La première mention écrite de la localité date de 1320.

## Transports
Par la route, Těšetice se trouve à 10 km d'Olomouc et à 237 km de Prague.

## Administration
La commune se compose de trois sections :
- Rataje
- Těšetice
- Vojnice